# Boniface Ier de Toscane
Pour les articles homonymes, voir Boniface.
Boniface Ier est le premier margrave de Toscane connu. Il était, à ce qu'on croit, d'origine bavaroise. Son règne est attesté vers 812-813. Il meurt avant le 5 octobre 823. Il contrôlait une grande partie de la vallée de l'Arno. 
D'une épouse inconnue il laisse Boniface II de Toscane et Richilde, ordonnée abbesse de SS. Benedetto e Scolastica, à Lucques, l'année de la mort de son père. 

## Sources
- Marie-Nicolas Bouillet  et Alexis Chassang (dir.), « Boniface Ier de Toscane » dans Dictionnaire universel d’histoire et de géographie, 1878 (lire sur Wikisource)